# Muzeum holokaustu v Houstonu
Muzeum holokaustu v Houstonu je instituce založená v roce 1996 v Houstonu ve státě Texas v USA pro připomenutí obětí holokaustu. Je částí houstonského muzejního okrsku.
Muzeum je čtvrtým největším ústavem svého druhu ve Spojených státech. Jeho posláním je informovat obyvatelstvo o nebezpečí předsudků, nenávisti a násilí spojeného s holokaustem.
Důležitou součástí činnosti muzea je vzdělávací program. Skládá se z programů pro učitele a studenty a akademické programy. Program pro učitele pomáhá učitelům integrovat téma holokaustu do své výuky. Program „Curriculum Trunks Program“, které je k dispozici po celých Spojených státech, dává učitelům multimediální nástroje, jako jsou videa, plakáty, CD, CD-ROM, mapy, knihy a plány pro mimoškolní aktivity pro informativní výuku k dispozici. Kromě toho nabízí instituce studentům v rámci školního programu soutěže, jako je každoroční „Yom HaShoah Art and Writing Contest“.
Členové muzea holokaustu v Houstonu mají přístup ke knihovně, kde je více než 5000 knih o holokaustu, i o období po holokaustu, židovských dějinách, druhé světové válce a dalších souvisejících tématech. Knihovna obsahuje také „HMH archiv“ a „HMH Oral Histories Project“. Archiv obsahuje také velké množství artefaktů, dokumentů, fotografií a filmových dok. Je zde také více než 250 zaznamenaných výpovědí svědků holokaustu, osvoboditelů a členů Hitlerjugend.
Muzeum má trvalé a dočasné výstavy. Důležitá součást trvalé výstavy se nazývá „Bearing Witness: A community remembers“ a je o svědectví přežilých v oblasti Houstonu. Na začátku výstavy je návštěvníkovi představen židovský život a židovské kultury v Evropě před válkou. Autentické filmové záběry, artefakty, fotografie a dokumenty ukazují nacistickou propagandu a způsob konečného řešení. V rámci této výstavy také jsou k dispozici vzpomínky mnoha lidí na dějinné momenty, jako bylo povstání vězňů ve varšavském ghettu nebo "Operation Texas," zaměřená na židovské uprchlíky a spojená s pozdějším americkým prezidentem Lyndonem B. Johnsonem. Na konci této výstavy jsou návštěvníkům nabídnuty dvě zprávy pamětníků v podobě filmů. Tyto zprávy pocházejí od osvoboditelů, přeživších a svědků, kteří emigrovali po válce do oblasti Houstonu.
Kromě stálé výstavě se nachází v muzeu Education Center, Morgan Family Center, Lack Family Memorial Room a Eric Alexander Garden of Hope. V Education Center se nachází knihovna. V Morgan Family Center, jsou administrativní pracovní místa, dvě galerie pro výstavy, HMH třída a kino. Lack Family Memorial Room je klidné místo pro meditaci a relaxaci. Areál Eric Alexander Garden of Hope byl věnován jednomu a půl milionu dětí, kteří zahynuli během holokaustu.
Muzeum nabízí dobrovolníkům celou řadu pracovních příležitostí jako pomocné práce v knihovně, ve správních orgánech, na recepci nebo v knihkupectví. Vícejazyční dobrovolníci, jako jsou například členové vykonávající službu na památku holocaustu v rámci rakouské zahraniční služby, také pracuji s původními zdroji a sestavují marketingové materiály.
Od roku 1995 muzeum uděluje cenu Lyndon Baines Johnson Moral Courage Award pojmenovanou po 36. prezidentovi Lyndonu B. Johnsonovi lidem, kteří pracovali se zvláštní odpovědnosti, obětavosti a odvahou proti bezpráví. Cena se uděluje většinou jednou ročně. Mezi nedávné nositele patří Miep Giesová, Edgar Bronfman Sr., Steven Spielberg, Colin Powell, Lloyd Bentsen, Bob Dole, Dánské království a John McCain.

## Rakouská služba na památku holokaustu
Od roku 1999 vysílá Rakouská zahraniční služba pravidelně služebníky na památku holocaustu do Muzea holokaustu v Houstonu.